# Betapista dekkerae
Betapista dekkerae är en ringmaskart som beskrevs av Banse 1980. Betapista dekkerae ingår i släktet Betapista och familjen Terebellidae. Inga underarter finns listade i Catalogue of Life.